# Zdeněk Hřib
Zdeněk Hřib (* 21. května 1981 Slavičín) je český politik, manažer a lékař, od listopadu 2018 do února 2023 primátor hlavního města Prahy, následně první náměstek primátora Prahy, od listopadu 2024 předseda České pirátské strany.

## Život a profesní kariéra
Narodil se ve Slavičíně a vyrůstal ve Zlíně. V letech 1999 až 2006 vystudoval obor všeobecné lékařství na 3. lékařské fakultě Univerzity Karlovy v Praze (získal titul MUDr., specializace nemoci z ozáření). Během studií absolvoval v roce 2005 stáž na Tchaj-wanu. V Praze žije od roku 1999.
V roce 2007 pracoval pro akciovou společnost MD Access, kde byl vedoucím projektů MD KEY a MD COMFORT. V roce 2008 byl zaměstnaný jako vedoucí sekce informatiky ve Státním ústavu pro kontrolu léčiv a absolvoval stáž National Patient Safety Agency v Londýně. V letech 2008 až 2018 působil jako konzultant ve společnosti AQUASOFT, která v roce 2016 změnila název na Solitea Business Solutions. V této firmě se podílel na projektu elektronického receptu (více viz článek Systém eRecept).
Od roku 2012 je ředitelem obecně prospěšné společnosti Institut pro aplikovaný výzkum, edukaci a řízení ve zdravotnictví, která mimo jiné provozuje Národní systém hlášení nežádoucích událostí a nabízí službu vyhodnocení produkce konkrétní nemocnice pomocí Národní sady ukazatelů zdravotních služeb vypočítaných z výkazů dat pro zdravotní pojišťovny. Publikoval řadu článků v domácích i zahraničních médiích. Byl členem několika pracovních skupin k tématům informatiky a kvality služeb na úrovni ministerstva, Světové zdravotnické organizace a EU. V lednu 2018 se stal za Piráty členem správní rady Všeobecné zdravotní pojišťovny ČR.

## Politická kariéra

### Začátky v Pirátské straně

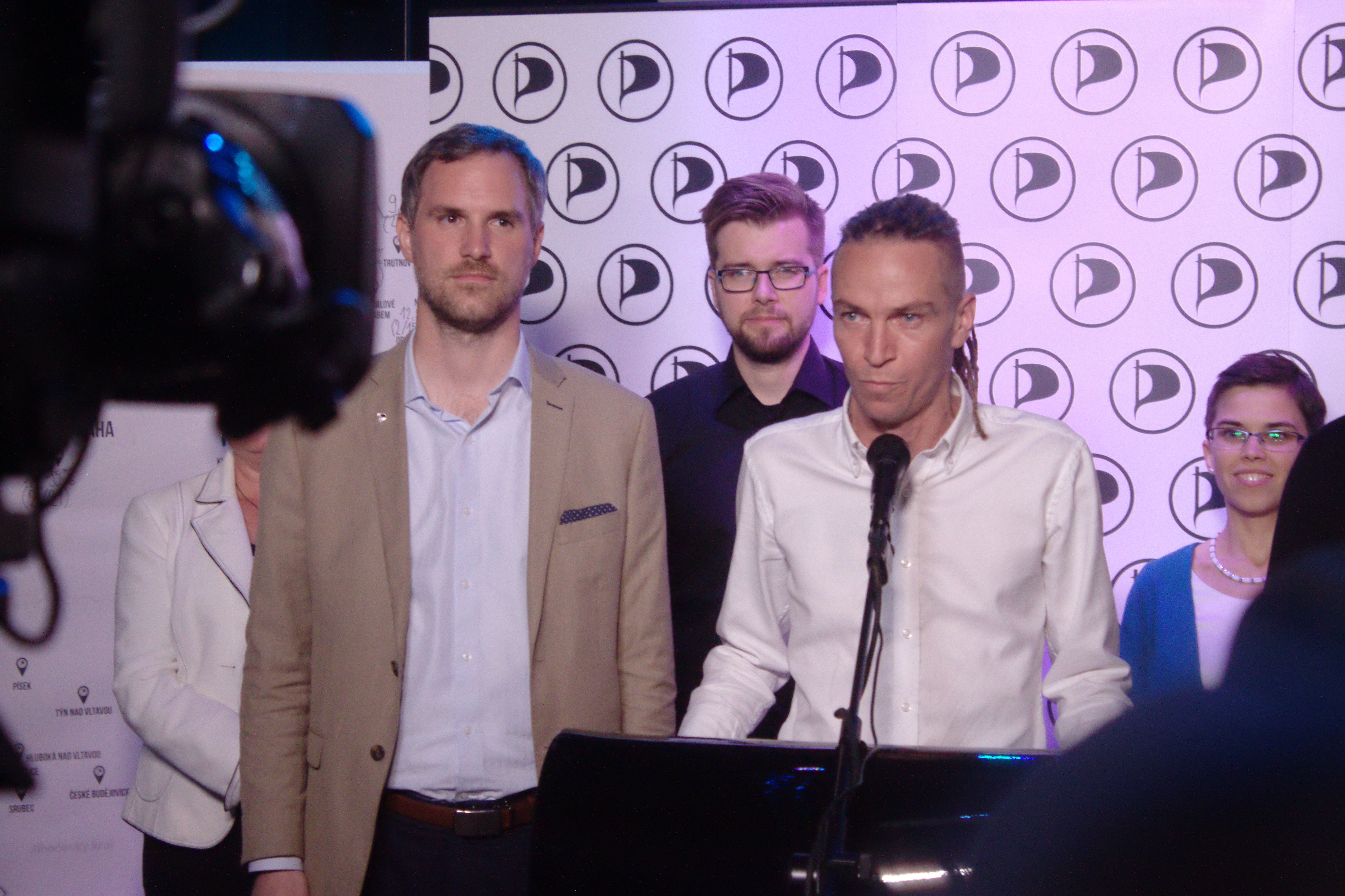
Zleva Zdeněk Hřib, Jakub Michálek, Ivan Bartoš a Olga Richterová v pirátském volebním štábu po volbách do zastupitelstev obcí 2018.

Od října 2013 byl registrovaným příznivcem Pirátů. V komunálních volbách v roce 2014 za stranu kandidoval ještě jako nestraník do Zastupitelstva hlavního města Prahy, ale neuspěl. Členem strany se stal v dubnu 2017, od května 2016 je u Pirátů garantem v oblasti zdravotnictví.
V komunálních volbách v roce 2018 byl lídrem kandidátky Pirátů do Zastupitelstva hlavního města Prahy a byl zmiňován jako kandidát na post primátora Prahy. Za svou programovou prioritu označil větší dostupnost bydlení. Důraz podle svých slov kladl také na odblokování budování infrastruktury. Ve volbách získal post zastupitele hlavního města Prahy, obdržel 75 082 preferenčních hlasů. Kandidoval také ze 43. místa kandidátky do Zastupitelstva městské části Praha 10, ale v tomto případě neuspěl.
Koalici na pražském magistrátu uzavřeli druzí Piráti, třetí uskupení PRAHA SOBĚ a čtvrté uskupení TOP 09 a Starostové (STAN) ve spolupráci s KDU-ČSL, LES a Demokraty Jana Kasla – „Spojené síly pro Prahu“.

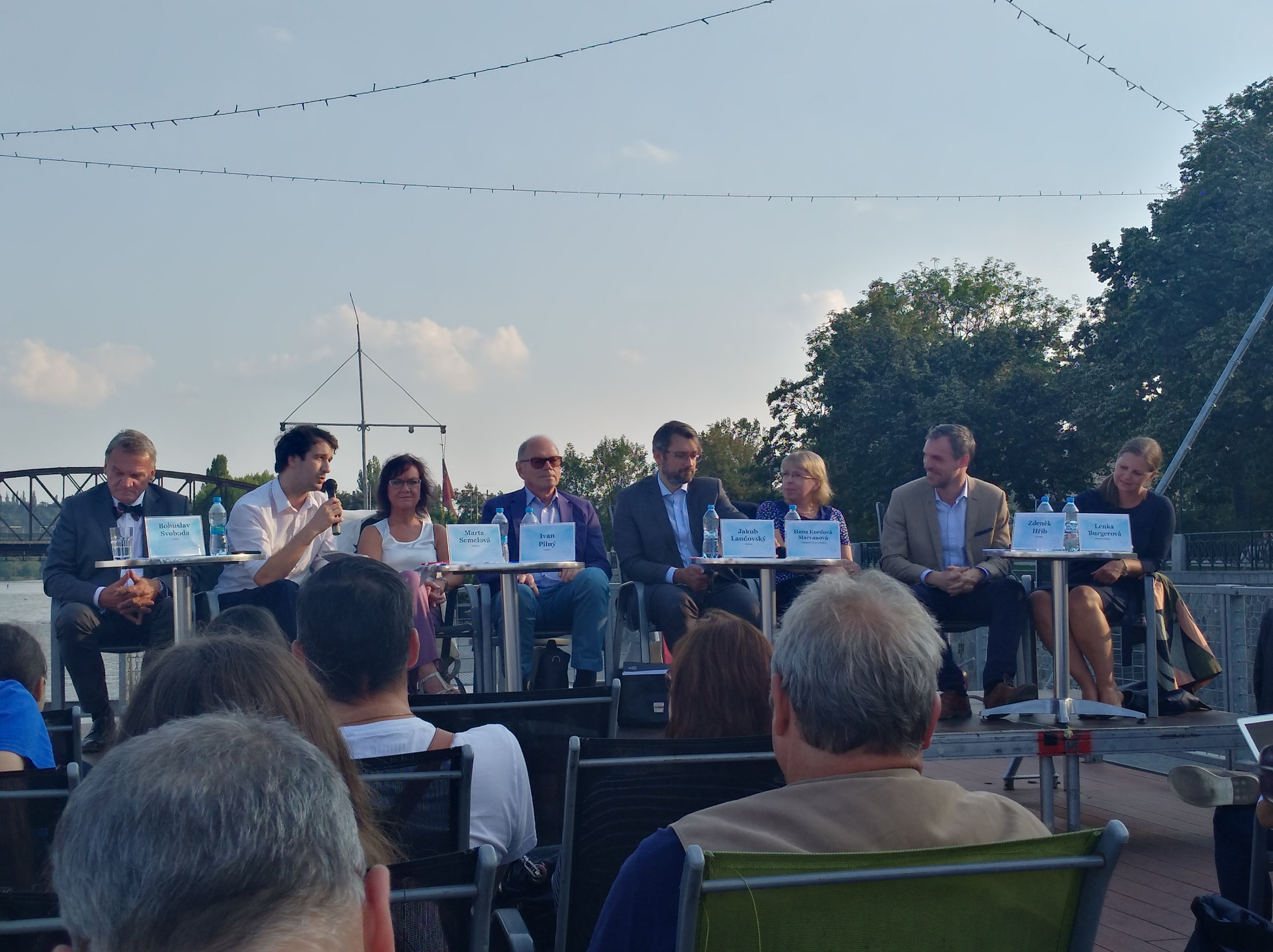
Zdeněk Hřib při debatě s dalšími kandidáty na primátora v roce 2018

### Primátor Prahy

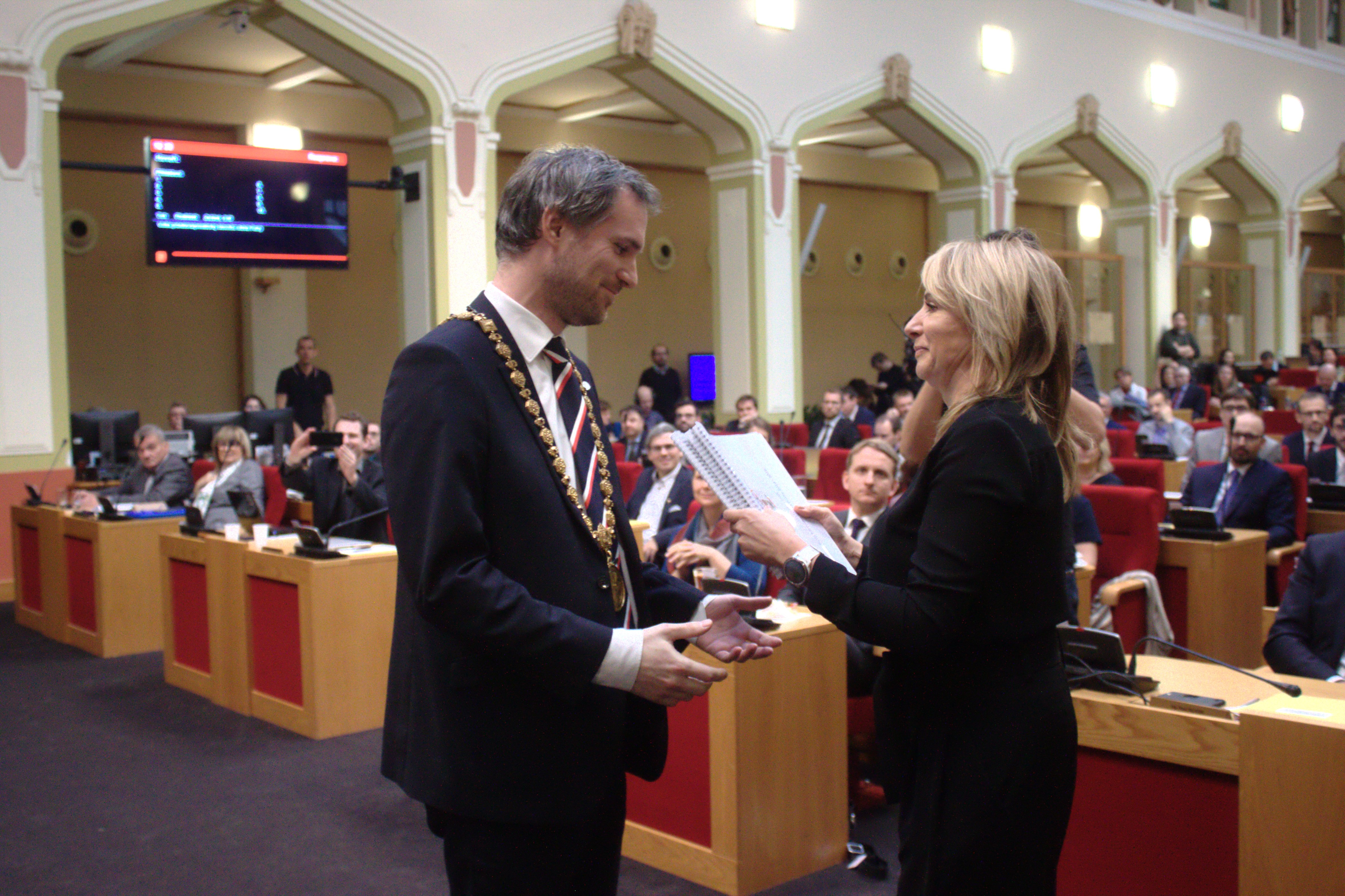
Bývalá primátorka Adriana Krnáčová předává Zdeňku Hřibovi dokumenty na ustavujícím zasedání pražského zastupitelstva v listopadu 2018

Dne 15. listopadu 2018 byl Hřib zvolen novým primátorem hlavního města Prahy, obdržel 39 hlasů od 65 členů zastupitelstva. Ve funkci vystřídal Adrianu Krnáčovou z hnutí ANO 2011.
Za rok první rok po volbách koalice v čelem se Zdeňkem Hřibem začala například výstavbu metra D, urychlila se příprava dostavby vnějšího městského okruhu, byly představeny nové plány městského vnitřního okruhu či byla prosazena rekonstrukce Václavského náměstí s tramvajemi. Vznikla koncepce údržby a oprav pražských mostů, začala výstavba Trojské lávky, nových P+R parkovišť nebo se schválila oprava Libeňského mostu. Za rok 2019 bylo v Praze vysázeno 356 tisíc stromů, na polích vlastněných hlavním městem bylo prosazeno ekologické zemědělství. Byl zahájen nový program na opravu městských bytů, byly digitalizovány některé úřady, zveřejněny městské smlouvy a došlo k revizi zakázek v oblasti IT. V oblasti školství koalice zvýšila z městského rozpočtu platy pražským učitelům. V oblasti MHD přibyly v tramvajích bezkontaktní terminály na nákup lístků. Mobilní aplikace karty Lítačka může být od prosince 2019 využívána místo fyzické karty a lze na ní zakoupit kupóny. Od ledna 2019 všechny autobusy a tramvaje zveřejňují údaje o své poloze, díky čemuž se uživatelé přes internet dozví například zpoždění autobusu. Dále byla založena iniciativa „prg.ai“, která má ambici z Prahy udělat centrum umělé inteligence.
Primátor prohlásil, že chce do příštích let více zapracovat na komunikaci s občany. Opoziční strana ODS pražské koalici vytkla především nedostatečné řešení bytové krize. Zastupitelé opozičního klubu ANO 2011 kritizovali ideologickou odlišnost subjektů v koalici. Předsedkyně TOP 09 Markéta Pekarová Adamová vytkla Hřibovi jeho údajnou aroganci a „neomalený přístup”.

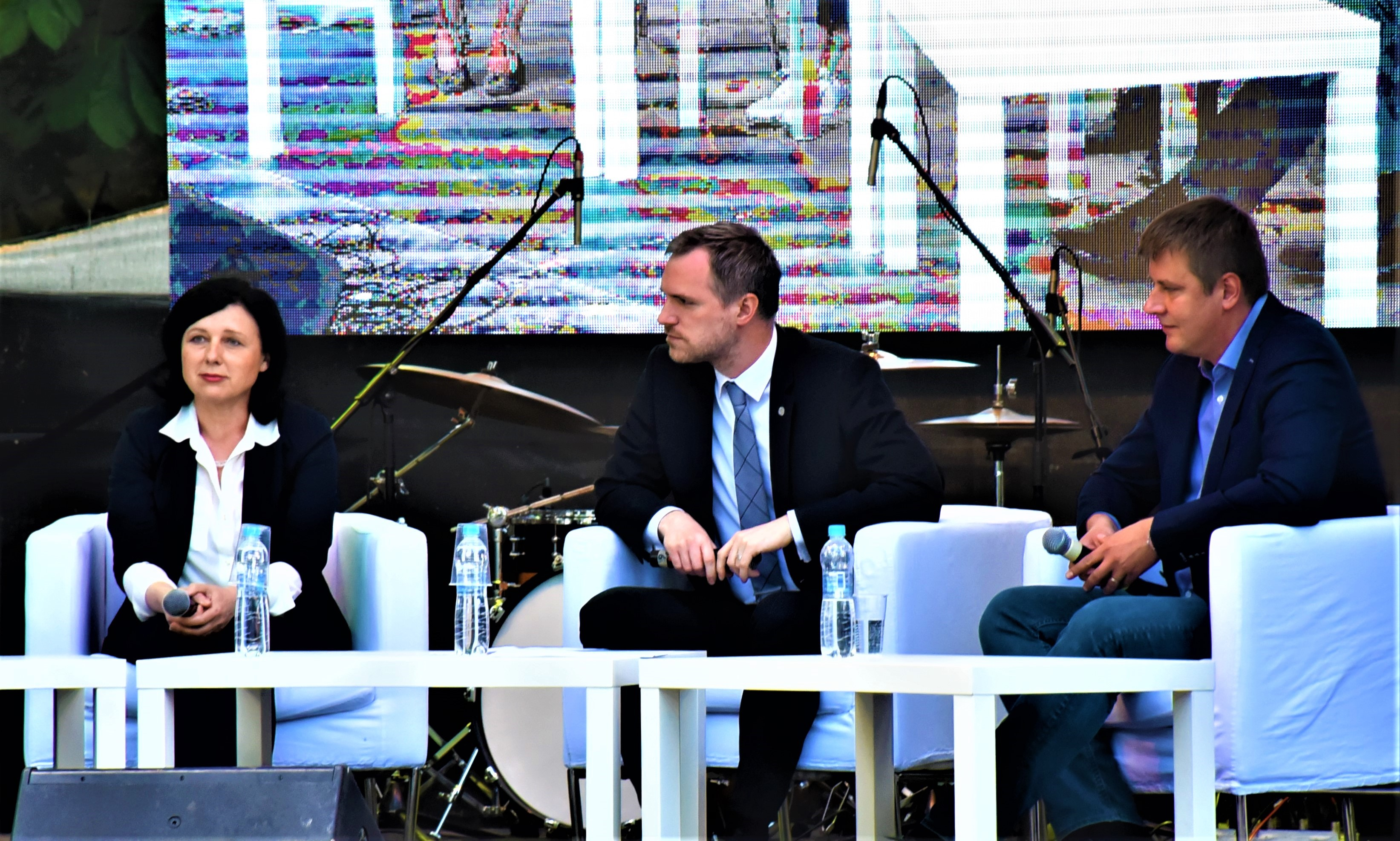
Zleva: místopředsedkyně Evropské komise Věra Jourová (ANO), pražský primátor Zdeněk Hřib (Piráti) a ministr zahraničních věcí Tomáš Petříček (ČSSD) při debatě

Hřibem vedená koalice byla opozicí nařčena z falšování výsledku tajného hlasování o Libeňském mostě, jež proběhlo na zasedání rady 29. dubna 2019.
Hřib byl kritizován opozicí i některými členy vlastní strany včetně Ivana Bartoše, když společně s radními z Praha sobě a TOP 09 na jaře 2019 hlasoval pro usnesení, kterým bylo umožněno tajné hlasování o geologickém průzkumu linky metra D za 1,5 miliardy korun. Podle předsedy zastupitelského klubu ANO Patrika Nachera „Koalice vedená Piráty, kteří se oháněli transparentností, slibovali živé přenosy z rady a dokonce navrhovali jmenné hlasování, teď poprvé v historii magistrátu rozhoduje tajnou volbou o zakázce za 1,5 miliardy korun. Zejména Piráti popírají vše, co slibovali.” Hřib tajné hlasování omluvil tím, že chtěl vyjít vstříc koaličním partnerům.

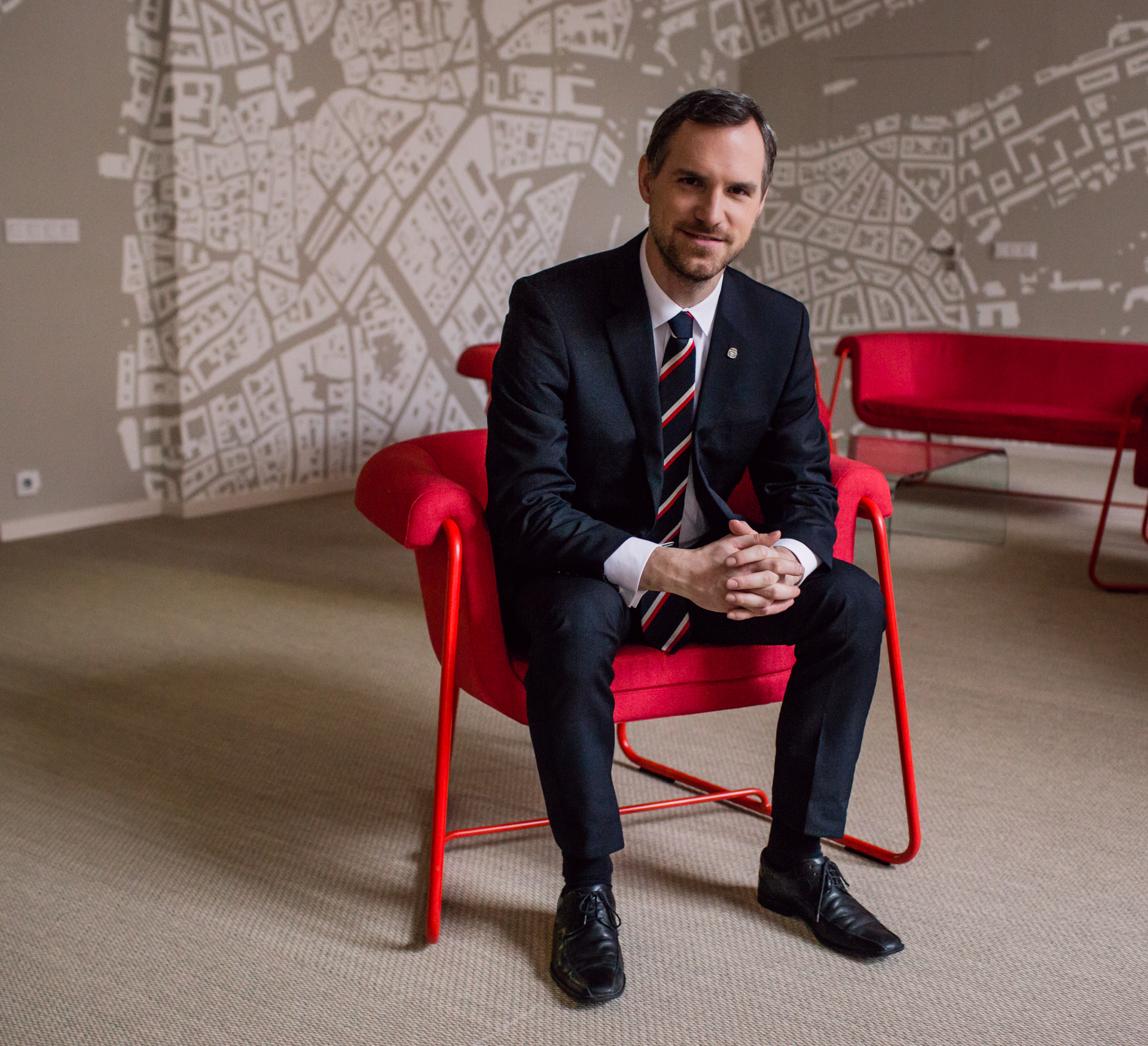
Zdeněk Hřib ve své primátorské kanceláři

Hřib se v létě 2019 pokusil odvolat šéfa společnosti Pražská plynárenská, Pavla Janečka. Důvodem požadovaného odvolání bylo jeho policejní vyšetřování kvůli statisícovým tantiémám pro členy dozorčí rady a nedostatečné poskytování informací. Kvůli tomu se následně dostal do sporu s předsedou TOP 09 Jiřím Pospíšilem. Zastupitelský klub Spojených sil pro Prahu (TOP 09, STAN a lidovců), jehož je Pospíšil součástí, vydal usnesení, v němž odsoudil Hřibovo chování. Hřib kritizoval v otevřeném dopise Jiřího Pospíšila, kterého obvinil, že zatahuje pražská témata do jeho osobní kampaně před volbami do Evropského parlamentu.

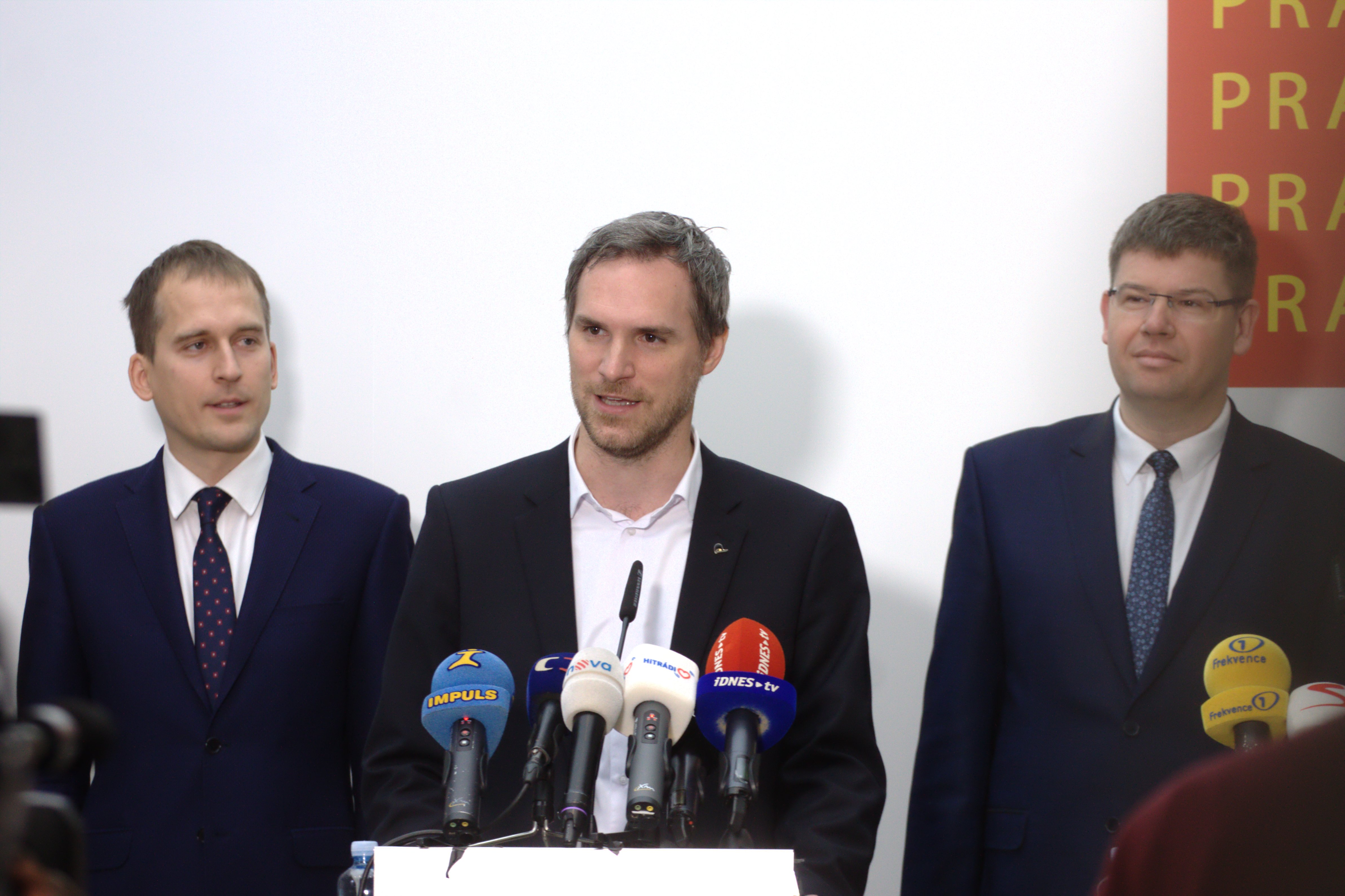
Zdeněk Hřib s lídry koaličních subjektů Janem Čižinským (Praha sobě) a Jiřím Pospíšilem (TOP09) při podpisu koaliční smlouvy roku 2018

V září 2019 se Hřib dostal do konfliktu s premiérem Andrejem Babišem, který prohlásil, že stát nedostaví Pražský okruh, pokud Praha nevydá pozemky u metra v Letňanech pro Babišovu navrhovanou vládní čtvrť. Hřib spolu s radou prohlásil, že pozemky vydá, pokud dojde k výstavbě Pražského okruhu, pokud stát na okruh přispěje 60 miliardami a pokud dá stát 8,5 miliard na výstavbu nové nemocnice také v Letňanech. Chování Babiše odsoudili kromě Hřiba i další členové Rady hl. m. Prahy.

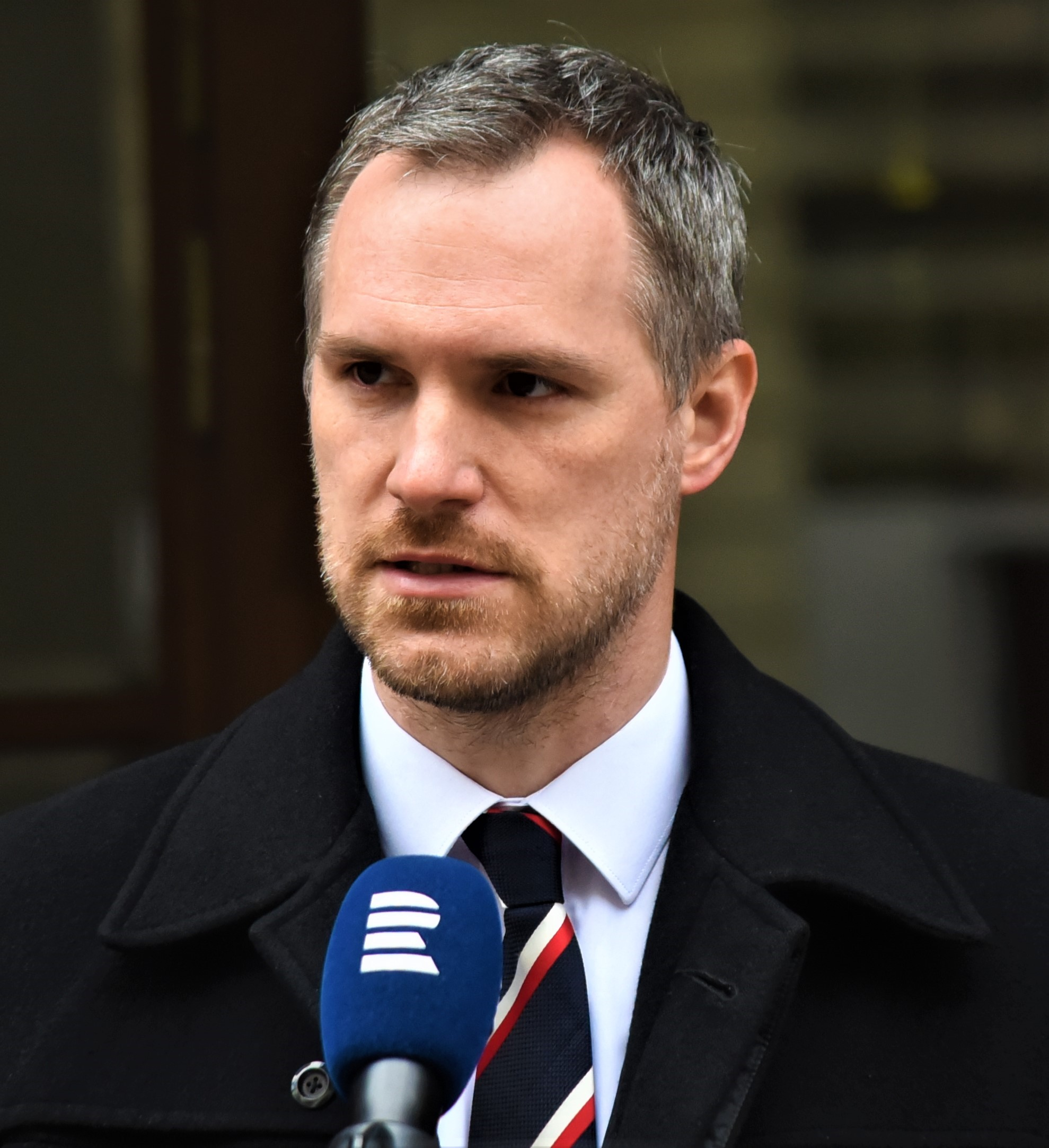
Zdeněk Hřib

Hřib se snažil zabránit znovuobnovení Mariánského sloupu na Staroměstském náměstí, který je podle odpůrců symbolem habsburské nadvlády a netolerantní rekatolizace českých zemí po třicetileté válce. Podle primátora sloup symbolizuje porážku myšlenky tolerance, která je stále aktuální.
Byl jedním z Pirátů, kteří kritizovali v předchozím období skutečnost, že vedoucí poradců Adriany Krnáčové je studentkou, jejíž hlavní kvalifikace spočívá v tom, že je dcerou jedné ze zastupitelek hnutí ANO. Piráti naopak vybírají poradce v otevřených výběrových řízeních – ke konci roku 2019 zaměstnával sedm poradců. Hřib uvedl, že plat je daný tabulkami Ministerstva vnitra a že slouží k asistenci během běžné agendy, například tisků Rady a dalších dokumentů. Další poradci mají na starosti boj s korupcí, někteří se starají o komunikaci, PR a komunikaci s voliči.
Počátkem června 2020 neznámé pachatelky posprejovaly pražskou sochu britského premiéra Winstona Churchilla, která stojí na náměstí Winstona Churchilla na Žižkově, nápisy „Byl rasista. Black Lives Matter“. Heslo odkazuje na vlnu protestů proti policejní brutalitě a rasismu, kterou spustila smrt George Floyda ve Spojených státech. Hřib vandalský útok na sochu Winstona Churchilla odsoudil a uvedl, že rozumí „frustraci lidí vzhledem k situaci ve světě, ale násilí nebo ničení majetku nejsou cestou, jak za tato práva bojovat.“
Někteří opoziční politici kritizovali nákup kávovaru pro potřeby kanceláře pražského primátora za 100 tisíc korun jako rozhazování z peněz daňových poplatníků. Hřib reagoval tak, že kávovar neobjednával on, ale odbor služeb magistrátu a že navíc kávu téměř nepije. Transakci nechal prověřit a následně bylo ředitelce odboru služeb sníženo osobní hodnocení. Někteří komentátoři tuto kauzu označili za populistickou, zvlášť když byla vyvolána zástupci stran ODS či ANO, jejichž členové jsou spojováni s korupčními kauzami v řádech desítek milionů či miliard.
Roku 2020 ho server Politico zařadil mezi 28 nejvlivnějších osobností Evropy.
Ve zprávě The Best of 2021 Mayors of Europe portálu Mayors of Europe byl 7. ledna 2022 oceněn mezi pěti nejlepšími starosty v zemích Evropské unie. Prezentace uděleného ocenění však vzbudila také kritiku vzhledem k neprůhlednému pozadí portálu Mayors of Europe.

#### Mezinárodní vztahy

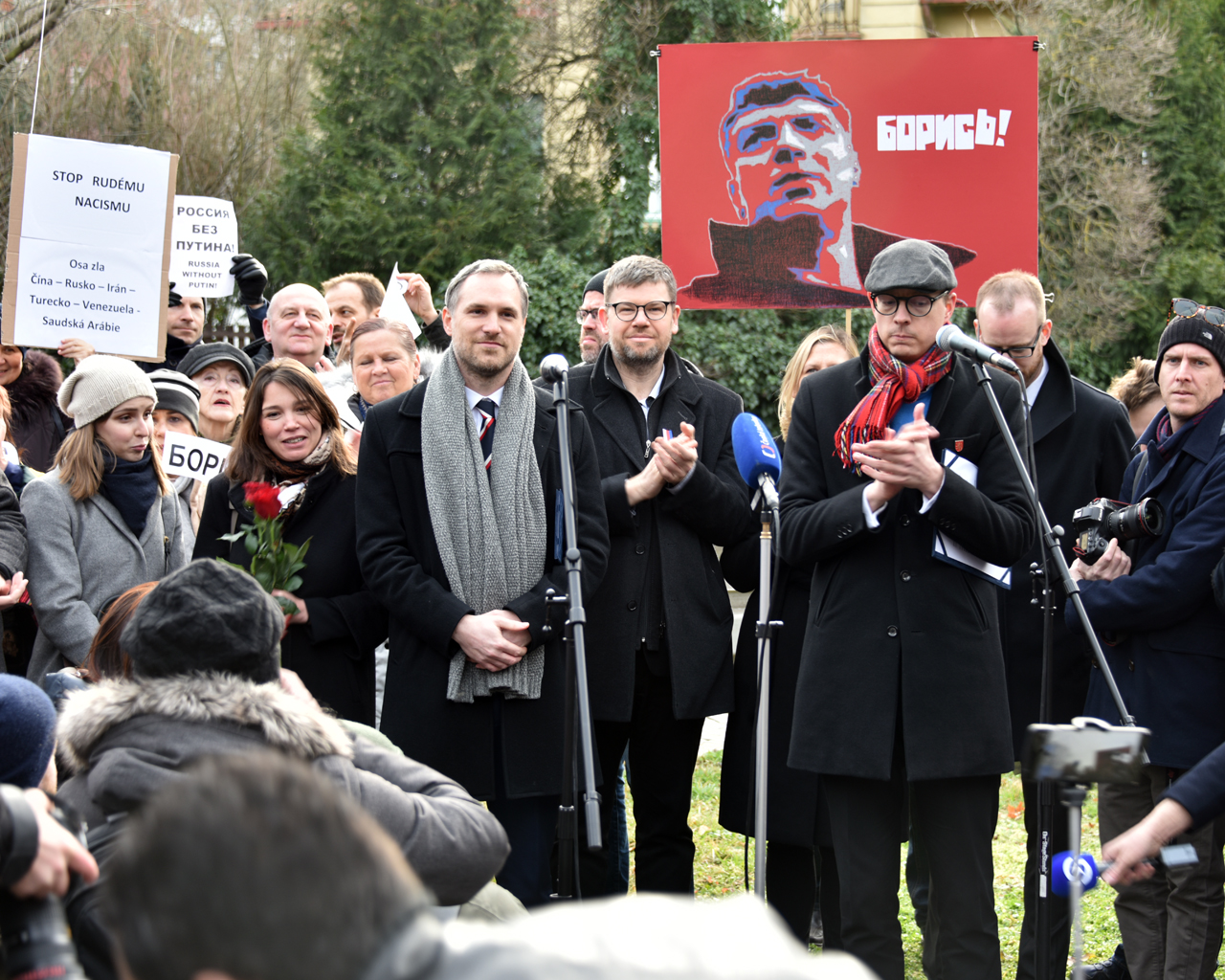
Slavnostní přejmenování náměstí Pod Kaštany v Praze 6 před velvyslanectvím Ruska na náměstí Borise Němcova 27. února 2020

Necelé dva měsíce po svém zvolení primátorem Prahy Hřib na jednání se zahraničními diplomaty akreditovanými v Praze nevyhověl žádosti čínského diplomata o vykázání tchajwanského obchodního zástupce z tohoto jednání, čímž dle britského deníku The Guardian „obnovil image České republiky jako zastánce lidských práv“. Hřib je zastáncem „nepolitických partnerských vztahů mezi městy“ a proto v roce 2019 spolu s Radou hl. m. Prahy požádal sesterské město Peking, aby ze smlouvy s Prahou vypustil prohlášení o jednotné Číně. Hlavní město Číny tento požadavek odmítlo a nakonec došlo k vypovězení partnerské smlouvy z čínské strany a také ke zrušení slibu o zápůjčce Pandy velké pro pražskou zoologickou zahradu.
Mluvčí ministerstva zahraničí Číny kritizoval primátora Hřiba a Radu hl. m. Prahy za poškozování česko-čínských vztahů a vyzval je k přehodnocení jejich politiky vůči Číně. V diplomatických kruzích se posléze mluvilo o tom, že nespokojenost s názory pražského primátora stojí za zastavením příprav ke zřízení jedné z přímých leteckých linek z Číny do Česka. Ta měla začít fungovat mezi Prahou a Šen-čenem (městem s 12 miliony obyvateli a centrem informačních technologií) ještě v roce 2019, ale čínské úřady její spuštění zastavily. Hřib reagoval tak, že by se Čína měla spíše soustředit na dodržování předchozích nedodržených slibů investic či lidských práv.
Dle politologa Jiřího Pehe Hřib svou politickou pozicí „obnovuje hodnoty Václava Havla“. Čínská strana obvinila Hřiba z podkopávání česko-čínských vztahů. Následovně zrušila koncerty Pražského filharmonického sboru a dalších tří hudebních souborů v Číně. S čínským velvyslancem Čiang Tien-minem na téma narušených vztahů neúspěšně jednal ministr kultury Lubomír Zaorálek. Prezident Miloš Zeman vyčetl čínské straně, že reakce na konání primátora Hřiba byla přehnaná. V prosinci 2019 Hřib spolu s primátory hlavních měst Visegrádské skupiny (Budapešť: Gergely Karácsony, Bratislava: Matúš Vallo a Varšava: Rafał Trzaskowski) podepsal „Pakt svobodných měst“. Ten zavazuje města ke vzájemné spolupráci, výměně zkušeností a podpoře společných projektů. Zároveň se hlásí k hodnotám demokracie, svobody, lidské důstojnosti a právního státu zakotvených ve stanovách Evropské unie.

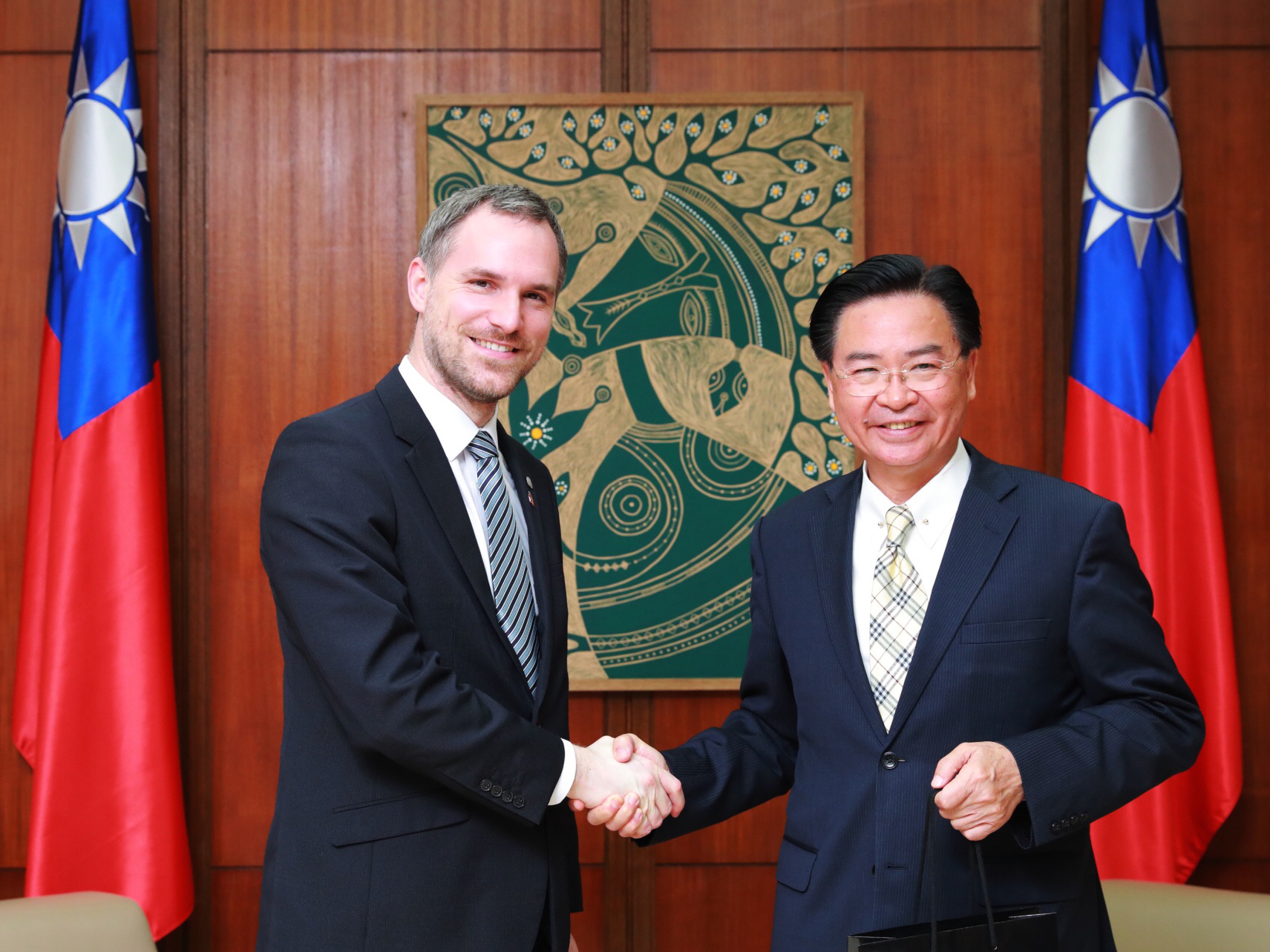
Hřib a ministr zahraničí Tchaj-wanu Joseph Wu v dubnu 2019

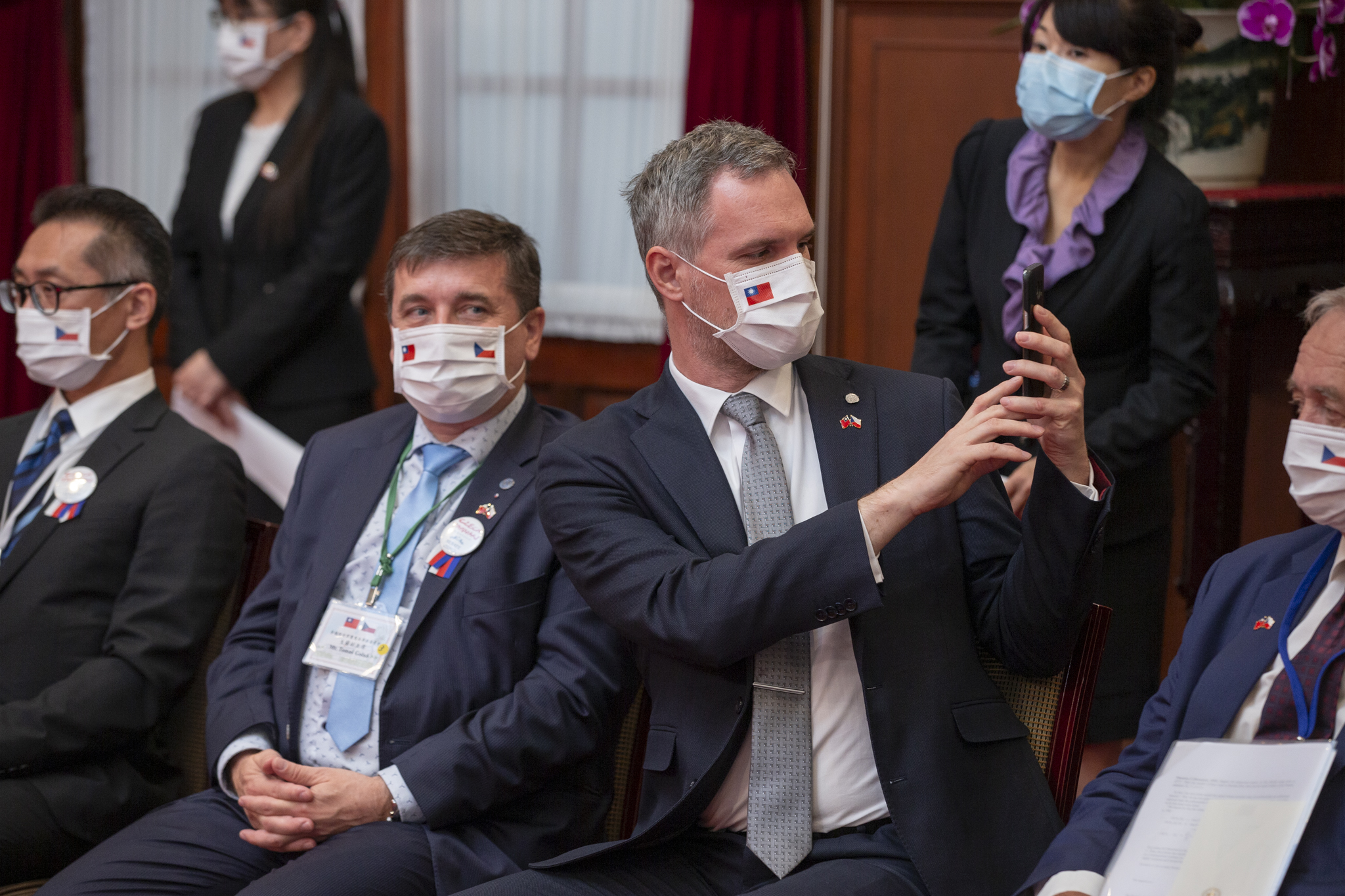
Zdeněk Hřib během oficiální návštěvy Tchaj-wanu

Praha a hlavní město Tchaj-wanu, Tchaj-pej podepsaly partnerskou smlouvu v lednu 2020, což odsouhlasilo Zastupitelstvo hl. m. Prahy na podzim 2019. Smlouva měla přinést hlubší ekonomickou, kulturní a obchodní spolupráci. Hřib uvedl, že obě města spojuje zájem o využití moderních technologií v řešení městských problémů nebo úcta k lidským právům a demokracii. Partnerství mělo být stvrzeno také pořízením nového zvířete pro pražskou zoo, a to luskouna z tchajpejské zahrady.
V srpnu roku 2020 se stal členem delegace předsedy Senátu Miloše Vystrčila (ODS) na Tchaj-wan. Tato cesta vyvolala velký mezinárodní ohlas.

#### Pandemie covidu-19
Hřib odmítl nákup roušek z Číny v boji s pandemií covidu-19. Praha objednala tři miliony roušek z Turecka a Indie, nakupovala také od českých výrobců. Praha nařídila od 18. března povinné nošení roušek v MHD, obchodech, veřejných budovách a na veřejných prostranství o několik hodin dříve, než tak vyhlásil stát. Kvůli chybějícím rouškám z Turecka a Indie musela Praha začít přijímat roušky a respirátory z Číny, jejichž dovoz zařizuje Ministerstvo vnitra. Koncem března 2020 primátor vyzval majitele největšího pražského nevěstince ShowParku, aby prostory nevěstince v Holešovické tržnici byly uvolněny pro pražské bezdomovce, kterým byla nařízena kvůli pandemii karanténa. Počátkem dubna podepsal Zdeněk Hřib petici za odvolání generálního ředitele Světové zdravotnické organizace.
Koncem dubna 2020 primátor Hřib na svém facebookovém profilu zveřejnil výzkum společnosti STEM, který ukázal, že 72 % Pražanů si myslí, že je o jejich bezpečnost při pandemii postaráno. Agentura Phoenix Research uskutečnila na přelomu března a dubna 2020 výzkum, který se zaměřil na spokojenost obyvatel s prací hejtmanů a pražského primátora během pandemie covidu-19 v Česku. S přístupem primátora v boji proti pandemii bylo spokojeno 19 % dotázaných.

### Komunální volby 2022
V komunálních volbách v roce 2022 byl lídrem kandidátky Pirátů a tudíž znova i kandidátem na post pražského primátora. Mandát zastupitele hlavního města se mu podařilo obhájit. V roce 2022 zároveň kandidoval do zastupitelstva Prahy 10, konkrétně z 42. místa kandidátky Pirátů. V tomto případě ale neuspěl.
Dne 16. února 2023, téměř pět měsíců od komunálních voleb, byla zvolena nová Rada hlavního města Prahy. Zdeněk Hřib sice skončil ve funkci primátora, v níž jej vystřídal Bohuslav Svoboda, ale stal se jeho 1. náměstkem zodpovědným za oblast dopravy.

### Předseda České pirátské strany, volby do Sněmovny 2025
Dne 9. listopadu 2024 byl zvolen předsedou Pirátů, když v druhém kole volby získal 454 hlasů, zatímco jeho soupeř Lukáš Wagenknecht 401 hlasů. V čele strany tak vystřídal Ivana Bartoše. V únoru 2025 byl na celostátním fóru ve Zlíně zvolen lídrem strany pro volby do Poslanecké sněmovny PČR na podzim 2025. Získal 492 ze 643 možných hlasů a porazil tak senátorku Adélu Šípovou.
Ve volbách do Poslanecké sněmovny PČR v roce 2025 je lídrem Pirátů v Praze.

## Osobní život
Je ženatý a má tři děti. Jako bývalý primátor Prahy dojížděl MHD, k přepravě využívá také vlastní elektrickou koloběžku s velkými koly.